# Wereldkampioenschap oriëntatielopen voor masters 1998
Het Masters Wereldkampioenschap Oriëntatielopen 1998 zijn de veteranen wereldkampioenschappen oriëntatielopen die gehouden zijn in 1998. Deze versie van de Masters Wereldkampioenschap Oriëntatielopen werd gehouden in gaststad Novy Bor in Tsjechië.

## Mannen
| Categorie | Goud                 | Zilver                 | Brons                    |
| --------- | -------------------- | ---------------------- | ------------------------ |
| M35       | CZE Zdenek Zuzanek   | RUS Vladimir Alexeev   | FIN Markku Kaartinen     |
| M40       | SWE Lennart Larsson  | FIN Jukka-Pekka Rantio | CZE Tomas Vaclavek       |
| M45       | NOR Hans Huseby      | FIN Borje Vartiainen   | SWE Bengt-Goran Mansson  |
| M50       | FIN Timo Peltola     | SWE Stefan Larsson     | SWE Bjorn Nordin         |
| M55       | SWE Rune Rådeström   | NOR Stig Berge         | FIN Martti Kemppi        |
| M60       | FIN Paavo Kinnunen   | FIN Pertti Salminen    | FIN Johannes Varkoi      |
| M65       | FIN Paavo Pystynen   | NOR Olaf Helgesen      | NOR Helge Kvaase         |
| M70       | NOR Olav Svaan       | SWE Ture Gunnarsson    | SWE Roine Eriksson       |
| M75       | SWE Ake Andersson    | SWE Tage Johansson     | SWE Karl-Erik Pettersson |
| M80       | SWE Kurt Fredriksson | SWE Arne Larsson       | SWE Nils Jonsson         |
| M85       | FIN Esko Elmiö       | SWE Gunnar Lillieroth  | SWE Elis Ohlstrom        |

## Vrouwen
| Categorie | Goud                | Zilver                | Brons                   |
| --------- | ------------------- | --------------------- | ----------------------- |
| W35       | LTU Danute Mansson  | GER Kerstin Hellmann  | CZE Iva Knapova         |
| W40       | CZE Ada Kucharova   | CZE Magda Horova      | CZE Libuse Fantova      |
| W45       | HUN Magda Horvath   | SVK Pavlina Majova    | SUI Yvette Zaugg        |
| W50       | USA Sharon Crawford | SWE Gunilla Bergman   | CZE Renata Vlachova     |
| W55       | SWE Birgitta Olsson | SWE Ulla Norberg      | SWE Greta Karlsson      |
| W60       | SVK Maria Nagyova   | FIN Hilkka Savolainen | SWE Asta Sjöberg        |
| W65       | SWE Ulla Bengtsson  | FIN Pirkko Salmenkyla | NOR Rannveig Sommerhein |
| W70       | CZE Ruzena Novakova | SWE Karin Rehn        | SWE Gunborg Carlsson    |
| W75       | NOR Lillian Ross    | SWE Astrid Andersson  | SWE Birgit Carlsson     |
| W80       | GBR Elizabeth Brown | GER Luise Finke       |                         |

## Medaillespiegel
| Plaats | Land | Goud | Zilver | Brons | Totaal |
| ------ | ---- | ---- | ------ | ----- | ------ |
| 1      | SWE  | 6    | 9      | 10    | 25     |
| 2      | FIN  | 4    | 5      | 3     | 12     |
| 3      | NOR  | 3    | 2      | 2     | 7      |
| 4      | CZE  | 3    | 1      | 4     | 8      |
| 5      | SVK  | 1    | 1      | -     | 2      |
| 6      | GBR  | 1    | -      | -     | 1      |
|        | HUN  | 1    | -      | -     | 1      |
|        | LTU  | 1    | -      | -     | 1      |
|        | USA  | 1    | -      | -     | 1      |
| 10     | GER  | -    | 2      | -     | 2      |
| 11     | RUS  | -    | 1      | -     | 1      |
| 12     | SUI  | -    | -      | 1     | 1      |